# Dulce I da Provença
Dulce I da Provença, também conhecida como Dulce de Gévaudan (c. 1090 - 1127) foi  suo jure condessa da Provença e viscondessa de Millau, de Gévaudan e de metade de Carlat. Também foi condessa consorte de Barcelona como esposa de Raimundo Berengário III.

## Família
Dulce era filha de Gilberto I de Gévaudan, e de Gerberga da Provença, e esposa do conde Raimundo Berengário III de Barcelona. Em 1112, ela herdou o condado da Provença de sua mãe.

## Biografia
Casou-se com Raimundo Berengário III de Barcelona em Arles, em 3 de fevereiro daquele ano, e eles tiveram sete filhos,
Em 1113, Dulce cedeu seus direitos sobre a Provença e os viscondados de Milhau e de Gévaudan a seu esposo. O casamento deu à Casa de Barcelona grandes vantagens na Occitânia e colocou-a em conflito com os condes de Toulouse, com quem uma partição da Provença foi acertada, em 1125, pouco antes da morte de Dulce. Sua morte deu início a um período de instabilidade na Provença. Um ramo cadete da Casa de Barcelona estava previsto para governar, mas uma sucessão disputada começou as Guerras Baussenques (1144-1162), que terminou com uma vitória da Provença. Os descendentes de Dulce e Raimundo Berengário governariam o condado até a morte de Beatriz da Provença, em 1267.

## Descendência
1. Raimundo Berengário IV (1113 - 6 de agosto de 1162), conde de Barcelona;
2. Berengário Raimundo I da Provença (c.1114 - março de 1144);
3. Bernardo (c.1116 - 1117), que morreu novo;
4. Berengária (c.1116 - janeiro de 1149), casada com Afonso VII de Castela;
5. Estefânia (c.1118 - ?), casada, primeiro, com Centulo II de Bigorra, e, depois, com Raimundo Arnaldo II, visconde de Dax;
6. Mafalda, casada com Guilherme IV de Castellvell;
7. Almodis (c.1126 - 1175), casada com Pôncio II de Cevera.